# Torneo di Wimbledon 1892 - Singolare femminile
La detentrice del titolo Lottie Dod ha battuto nel Challenge Round Blanche Bingley Hillyard per 6-1, 6-1, è stato il quarto titolo in altrettante partecipazioni ai Championships per Dod, per Hillyard è stata la settima finale nel torneo londinese.
Lottie Dod vinse il torneo dopo aver perso nell'Irish Championships contro Louisa Martin in quella che era stata la prima sconfitta della Dod dal 1886.

## Tabellone

### Legenda
| - Q = Qualificato - WC = Wild card - LL = Lucky loser | - ALT = Alternate - SE = Special Exempt - PR = Protected Ranking | - w/o = Walkover - r = Ritirato - d = Squalificato |

### Challenge Round
|  | Finale                   |                          |                          |   |   |  |
|  |                          |                          |                          |   |   |  |
|  | Lottie Dod               | Lottie Dod               | Lottie Dod               | 6 | 6 |  |
|  | Blanche Bingley Hillyard | Blanche Bingley Hillyard | Blanche Bingley Hillyard | 1 | 1 |  |

### Fase preliminare
|  | Quarti          | Quarti          | Quarti          | Quarti | Quarti |  |  | Semifinali      | Semifinali      | Semifinali      | Semifinali      | Semifinali      |   |   | Finale       | Finale       | Finale       | Finale | Finale |  |
|  |                 |                 |                 |        |        |  |  |                 |                 |                 |                 |                 |   |   |              |              |              |        |        |  |
|  | Bertha Steedman | Bertha Steedman | Bertha Steedman | 6      | 6      |  |  |                 |                 |                 |                 |                 |   |   |              |              |              |        |        |  |
|  | 'Barefoot'      | 'Barefoot'      | 'Barefoot'      | 0      | 1      |  |  | Bertha Steedman | Bertha Steedman | Bertha Steedman | 4               | 3               |   |   |              |              |              |        |        |  |
|  | Maud Shackle    | Maud Shackle    | Maud Shackle    | 6      | 6      |  |  | Maud Shackle    | Maud Shackle    | Maud Shackle    | 6               | 6               |   |   |              |              |              |        |        |  |
|  | Helen Jackson   | Helen Jackson   | Helen Jackson   | 3      | 4      |  |  |                 |                 |                 |                 |                 |   |   | Maud Shackle | Maud Shackle | Maud Shackle | 1      | 4      |  |
|  | Blanche Bingley | Blanche Bingley | Blanche Bingley | 6      | 6      |  |  |                 |                 | Blanche Bingley | Blanche Bingley | Blanche Bingley | 6 | 6 |              |              |              |        |        |  |
|  | Mrs G A Draffen | Mrs G A Draffen | Mrs G A Draffen | 2      | 2      |  |  | Blanche Bingley | Blanche Bingley | 1               | 6               | 9               |   |   |              |              |              |        |        |  |
|  |                 |                 |                 |        |        |  |  | C Martin        | C Martin        | 6               | 3               | 7               |   |   |              |              |              |        |        |  |
|  |                 |                 |                 |        |        |  |  |                 |                 |                 |                 |                 |   |   |              |              |              |        |        |  |